# Джеймс Болтон

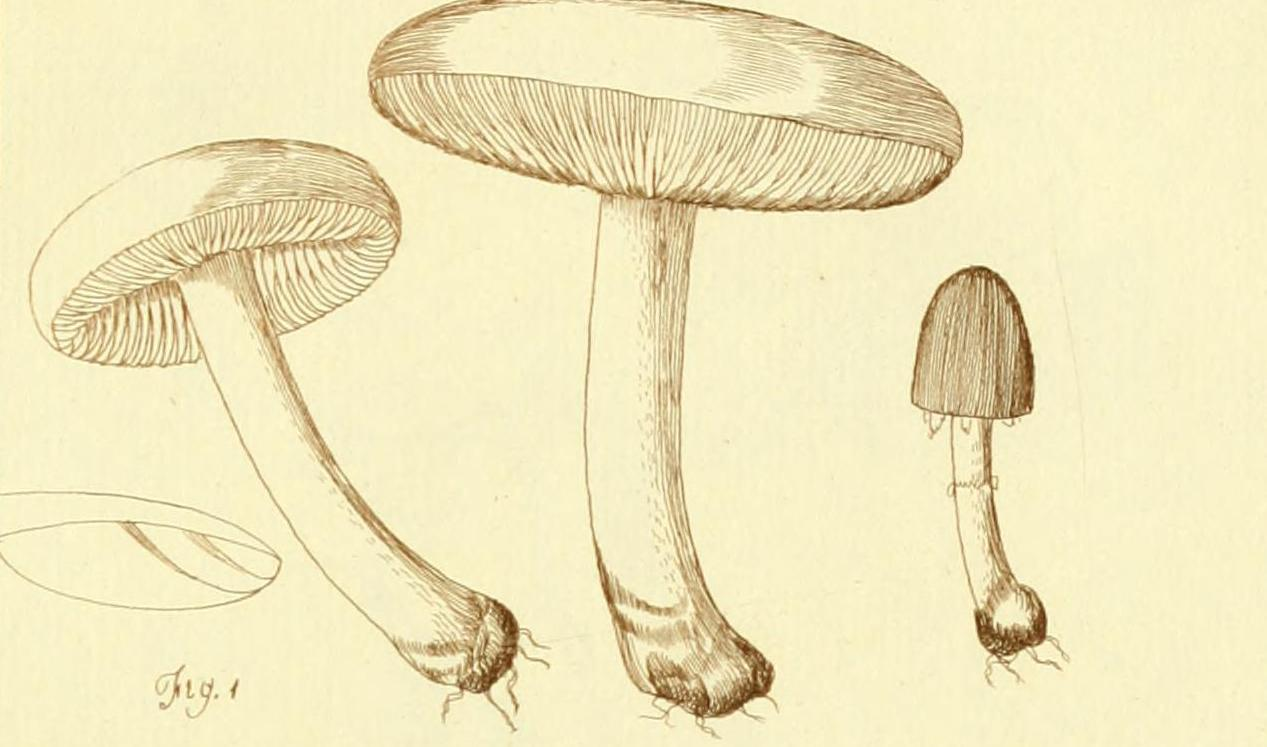
Рисунок гриба Agaricus durus [syn. Agrocybe dura] з книги An history of fungusses

Джеймс Бо́лтон (англ. James Bolton; 1735—1799) — англійський ботанік, міколог та орнітолог.

## Біографія
Джеймс Болтон народився біля невеликого міста Ворлі у графстві Йоркшир у 1735 році. Батько Джеймса, Вільям Болтон, був ткачем. Спочатку Джеймс йшов по стопах батька, проте згодом став учителем малювання та власником пабу у Ворлі. У 1768 році Болтон одружився з Сарою Блекберн, у них було четверо дітей.
Джеймс та його старший брат, Томас Болтон (1722—1788), цікавилися біологією. Томаса особливо приваблювали ентомологія та орнітологія, а Джеймса — ботаніка та мікологія. На честь Томаса Болтона у 1807 році був названий відкритий ним вид бабок Cordulegaster boltonii.
Джеймс та Томас Болтони були авторами розділу, присвяченого природній історії Галіфаксу, книги Джона Вотсона The History and Antiquities of the Parish of Halifax in Yorkshire.
У 1785 році була видана книга Річарда Релана Flora Cantabrigiensis, ілюстрації до якої були виконані Джеймсом Болтоном. У тому ж році Болтон видав перший том книги Filices brittanicae, присвяченій папоротям Великої Британії. Другий том був виданий у 1790 році. З 1788 до 1792 року видавалася чотиритомна робота Болтона An history of fungusses, в якій до кожного опису виду додавалася ілюстрація. У 1792–1794 роках була видана книга  Harmonia ruralis , у якій Болтон описував та зображав відомих йому птахів Великої Британії, а також їх яйця та гнізда.
Багато ілюстрацій Болтона не було видано, проте деякі акварелі зберігаються у лондонському Музеї природознавства, Ліверпульському музеї та в Бібліотеці Ліндлі.
Джеймс Болтон листувався з багатьма мікологами та ботаніками. Серед них були П'єр Бюяр, Джеймс Діксон, Джон Лайтфут та Карл Вільденов. У 1795—1820 роках Вільденов переклав німецькою книгу An history of fungusses, і вона була видана під назвою Jacob Boltons Geschichte der merckwürdigsten Pilze.
Джеймс Болтон помер 7 січня 1799 року у місті Ворлі.

## Деякі наукові роботи

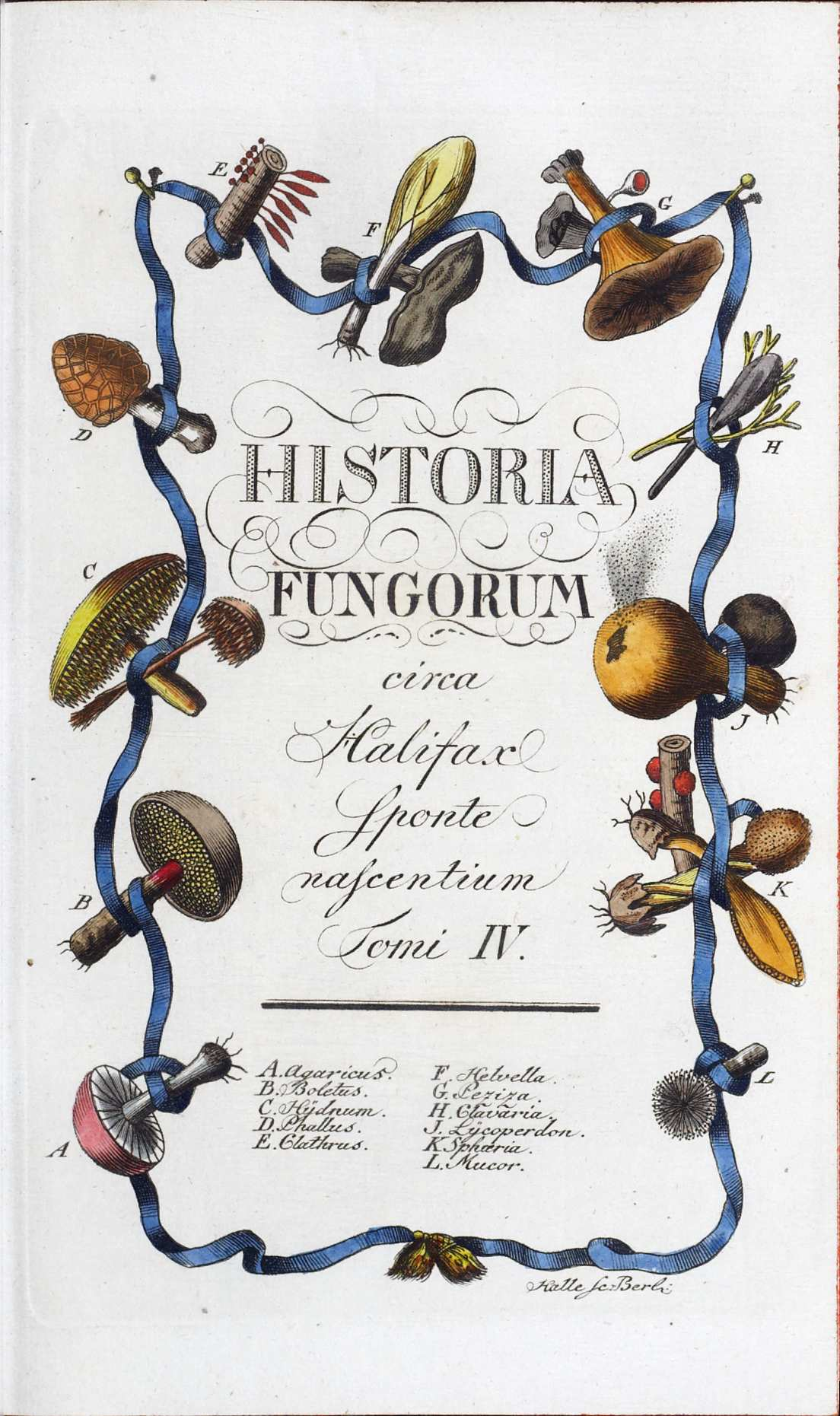
Historia fungorum (An History of Fungusses), 1795

- Bolton, J. (1785). Filices brittanicae; an history of the British proper ferns. pp. 1–59.
- Bolton, J. (1788). An history of fungusses, growing about Halifax. vol. 1. pp. 1–44.
- Bolton, J. (1788). An history of fungusses, growing about Halifax. vol. 2. pp. 45–92.
- Bolton, J. (1790). An history of fungusses, growing about Halifax. vol. 3. pp. 93–138.
- Bolton, J. (1790). Filices brittanicae; an history of the British proper ferns. Part the second. pp. 59–81.
- Bolton, J. (1792). An history of fungusses, growing about Halifax. Appendix. pp. 139–181.
- Willd.|Willdenow, C.L. (1795). Jacob Boltons Geschichte der merckwürdigsten Pilze. vol. 1. pp. 1–68.
- Willdenow, C.L. (1796). Jacob Boltons Geschichte der merckwürdigsten Pilze. vol. 2. pp. 1–72.
- Willdenow, C.L. (1799). Jacob Boltons Geschichte der merckwürdigsten Pilze. vol. 3. pp. 1–80.
- Nees von Esenbeck, C.G.D.; Nees von Esenbeck, T.F.L. (1820). Jacob Boltons Geschichte der merckwürdigsten Pilze. vol. 4. pp. 1–80.

## Рід рослин, названий на честь Дж. Болтона
- Boltonia L'Hér., 1788